# Oliarus serenjei
Oliarus serenjei är en insektsart som beskrevs av Van Stalle 1987. Oliarus serenjei ingår i släktet Oliarus och familjen kilstritar. Inga underarter finns listade i Catalogue of Life.